# Hypericum choisianum
Hypericum choisianum är en johannesörtsväxtart som beskrevs av Nathaniel Wallich. Hypericum choisianum ingår i släktet johannesörter, och familjen johannesörtsväxter. Inga underarter finns listade i Catalogue of Life.